# 제원중학교
제원중학교(濟原中學校)는 대한민국 충청남도 금산군 제원면 명암리에 있는 공립 중학교이다.

## 학교 연혁
- 1980년 11월 28일 : 제원중학교 설립 인가
- 1981년 3월 1일 : 초대 김병두 교장 부임
- 1981년 3월 6일 : 제1회 입합식(305명)
- 1981년 3월 21일 : 개교식
- 1986년 1월 1일 : 학칙 변경(특수학급 1학급 인가)
- 2016년 3월 17일 : 충청남도교육청 아토피 안심학교 지정
- 2017년 3월 2일 : 통일교육 시범학교 지정(2017~2018)
- 2024년 1월 5일 : 제41회 졸업식(18명, 총 3,551명)
- 2024년 3월 1일 : 제19대 안문기 교장 취임
- 2024년 3월 4일 : 2024학년도 입학식(23명)
- 2025년 3월 1일 : 제20대 박은영 교장 취임

## 참고 자료
- 제원중학교 - 한국교육학술정보원 학교알리미